# École de peinture de Cimmérie
L'école de peinture de Cimmérie (en russe : Киммерийская школа живописи) est une école régionale de peinture de paysage de la fin du XIXe  et début du XXe siècle en Russie. On trouve dans cette école des artistes qui ont travaillé sur la côte sud de la Crimée, à Théodosie et à Koktebel. Le nom de l'école est apparu chez les historiens d'art de Crimée à la fin du XXe siècle. Elle fait référence au peuple de l'antiquité appelé les Cimmériens et installé en Tauride, sur les bords de la mer d'Azov.
Beaucoup de peintres de Crimée de cette époque Ivan Aïvazovski, Constantin Bogaïevski, Maximilian Volochine, Lev Lagorio, Alexeï Hanzen (ru) ont souvent peint « de mémoire ». La plupart des tempêtes romantiques d'Aïvazovski, les villes fantastiques de Bogaïevski, les aquarelles de Volochine sont le fruit de leur imagination, d'une improvisation mais également d'un regard réaliste et perçant servi par une excellente mémoire. Le deuxième trait qui réunit ces artistes est l'ardeur et la passion pour cette terre légendaire de Tauride et de Cimmérie pour sa mer, ses collines, ses vallées, ses côtes.
L'homme est rarement présent dans ces paysages et on y voit la nature primitive avec çà et là une vieille maison de pierre, une citadelle, ou un bateau si faible perdu au milieu des forces de la nature.

## Galerie

Paysages de Crimée
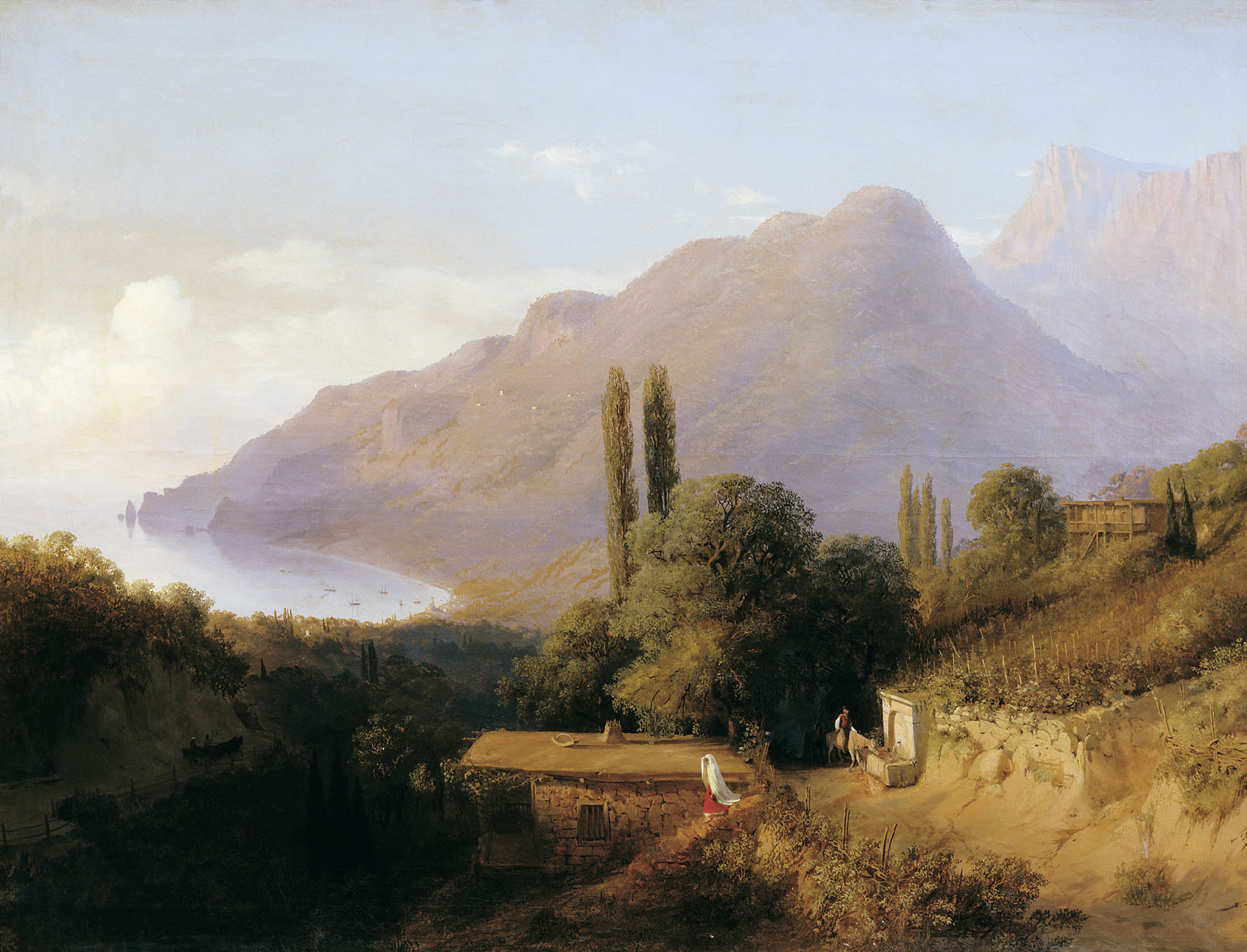
Lev Lagorio. Paysage de Crimée
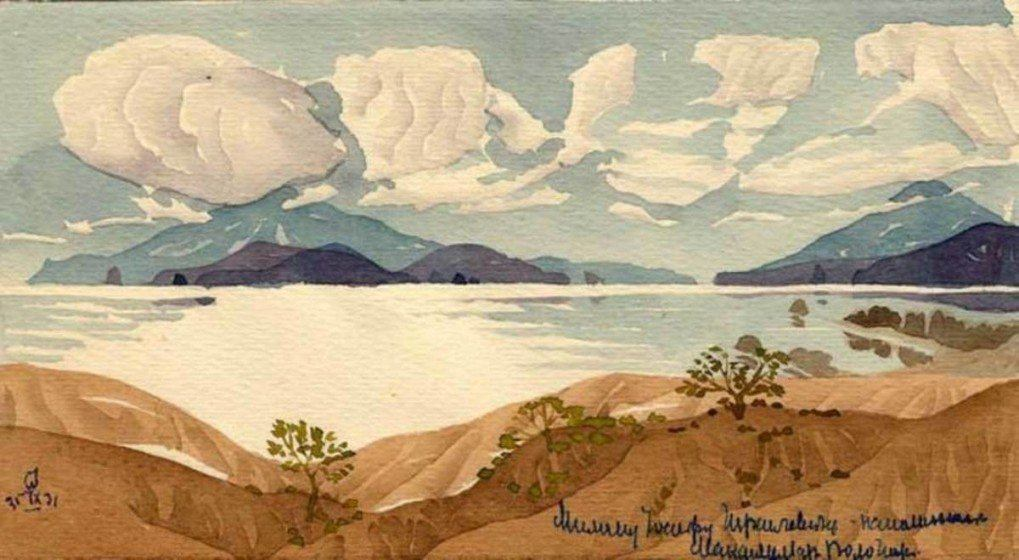
Vue de Koktebel par Maximilian Volochine
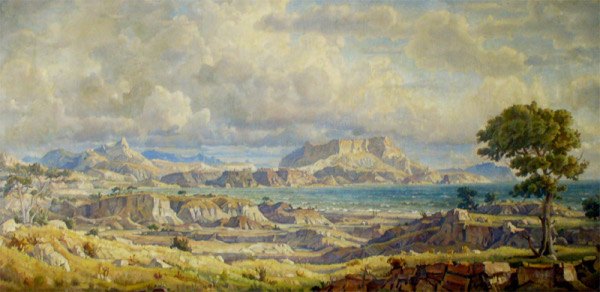
Paysage héroïque de Constantin Bogaïevski